# The 100

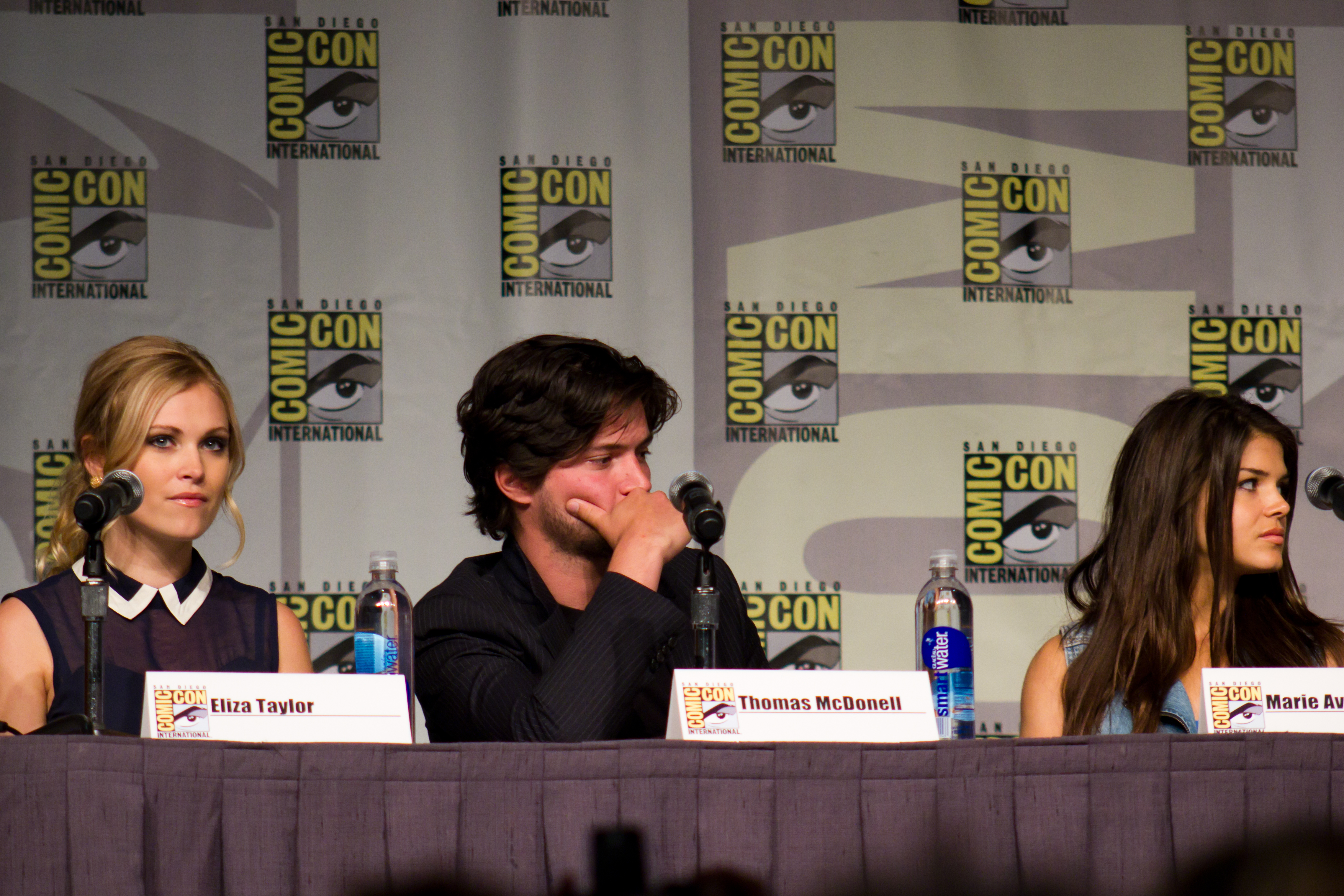
Eliza Taylor, Thomas McDonell oraz Marie Avgeropoulos podczas Comic-Conu w 2013 roku

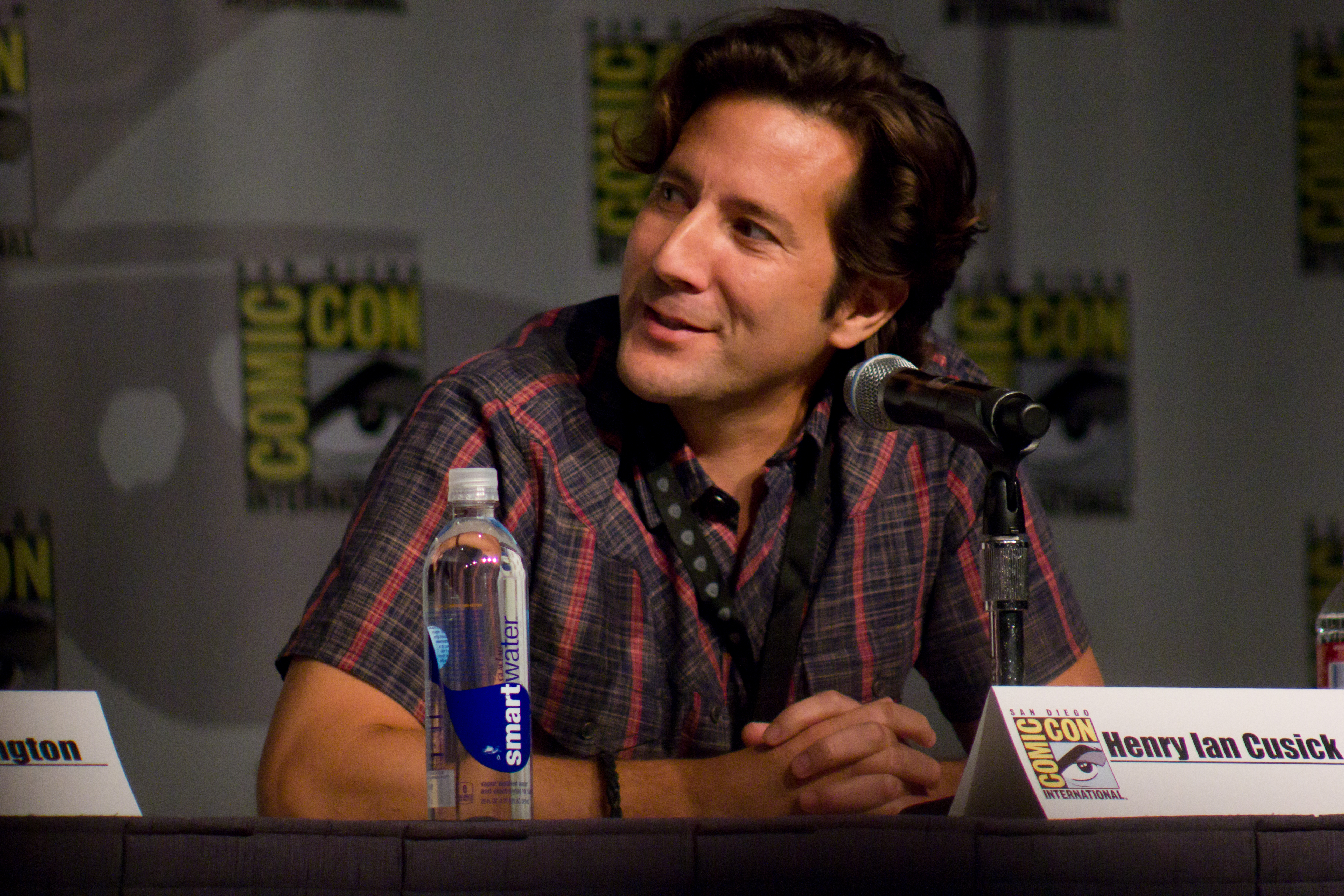
Henry Ian Cusick podczas Comic-Conu w 2013 roku

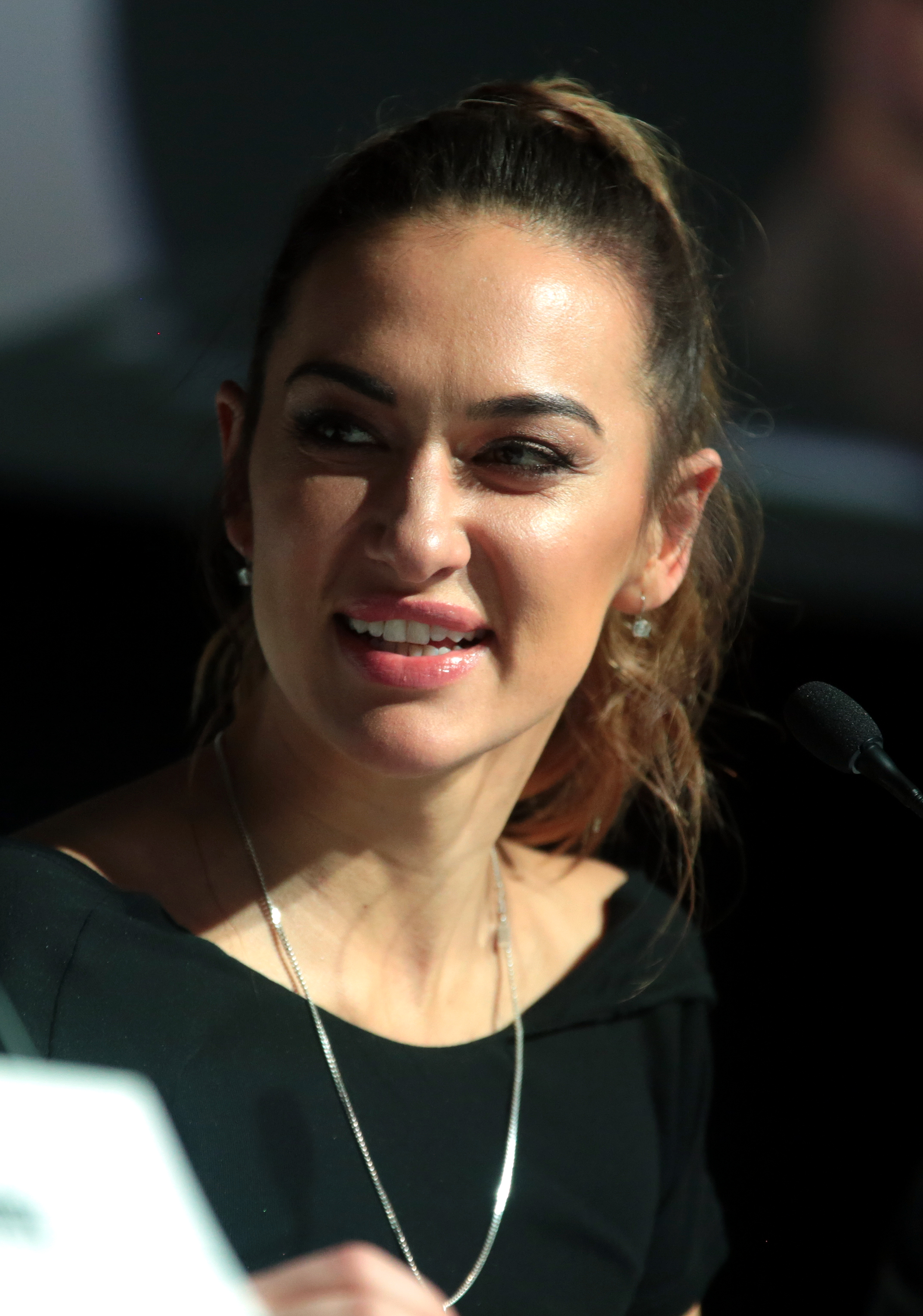
Tasya Teles podczas WonderConu w 2018 roku

The 100 – amerykański serial telewizyjny, dramat, sci-fi wyprodukowany przez Alloy Entertainment, CBS Television Studios oraz Warner Bros. Television. Serial jest adaptacją książki Misja 100 autorstwa Kass Morgan, która napisała także scenariusz serialu wspólnie z Jasonem Rothenbergiem. Składa się z siedmiu sezonów, emitowanych od 19 marca 2014 roku do 30 września 2020 roku przez The CW.

## Fabuła
Rok 2149, 97 lat po wojnie nuklearnej. Ludzkość przebywa na Arce, która umieszczona jest w kosmosie. Kanclerz Arki (Isaiah Washington) wysyła na Ziemię kontyngent składający się z setki młodych ludzi. Mają oni za zadanie sprawdzić czy warunki na Ziemi pozwalają na jej ponowne zamieszkanie. Po lądowaniu na Ziemi, młodzi ludzie rozpoczynają kolonizację planety, która wbrew pierwotnym założeniom nie tylko nadaje się do życia, lecz jest także zamieszkana przez innych ludzi spoza Arki. Do grupy 100 dołączają także mieszkańcy Arki, którzy sprowadzają stację kosmiczną na Ziemię.

## Obsada

### Główne role
| AKTOR              | ROLA             | SEZONY | UWAGI |
| ------------------ | ---------------- | ------ | --- |
| Eliza Taylor       | Clarke Griffin   | 1 – 7  | Wciela się także w rolę Josephine Lightbourne VIII (od 6x04 do 6x10). Nazywana jest Wanhedą, Dowódcą Śmierci.                                                                         |
| Bob Morley         | Bellamy Blake    | 1 – 7  | Jest bratem Octavii. Ginie z rąk Clarke w finałowym 7 sezonie. |
| Marie Avgeropoulos | Octavia Blake    | 1 – 7  | Jest siostrą Bellamy’ego; nazywana Blodreiną - Czerwoną Królową; wybiera powrót na Ziemię opuszczając krąg zaawansowanej cywilizacji.                                                 |
| Henry Ian Cusick   | Marcus Kane      | 1 – 6  | Chwilowo pełnił funkcję Kanclerza po wylądowaniu Arki na Ziemi. Umiera w 6 sezonie.                                                                                                   |
| Paige Turco        | Abigail Griffin  | 1 – 6  | Wciela się także w rolę Simone Lightbourne VII (od 6x12 do 6x13). Była Kanclerzem po wylądowaniu Arki na Ziemi. Umiera w 6 sezonie.                                                   |
| Isaiah Washington  | Thelonius Jaha   | 1 – 5  | Był Kanclerzem na Arce, gdy ta znajdowała się na orbicie ziemskiej. Umiera w 5 sezonie.                                                                                               |
| Thomas McDonell    | Finn Collins     | 1 – 2  | Ginie z rąk Clarke w 2 sezonie; ta zabija Finna, ponieważ chce uwolnić go od bólu, gdyż miał zginąć poprzez zadanie mu kilkuset dźgnięć nożem, jako karę za zabicie Ziemian w wiosce. |
| Devon Bostick      | Jasper Jordan    | 1 – 4  | Wybrał śmierć w 4 sezonie zostając w Arce podczas zbliżającej się kolejnej zagładzie.                                                                                                 |
| Christopher Larkin | Monty Green      | 1 – 6  | Umiera z przyczyn naturalnych (starości) na statku. |
| Richard Harmon     | John Murphy      | 1 – 7  | Jest jednym z nielicznych ocalałych; wybiera powrót na Ziemię do Clarke i przyjaciół, opuszczając tym samym zaawansowaną cywilizację.                                                 |
| Lindsey Morgan     | Raven Reyes      | 1 – 7  | Jest jedną z nielicznych ocalałych, podobnie jak Murphy wybiera decyduje się na powrót na Ziemię do przyjaciół.                                                                       |
| Ricky Whittle      | Lincoln          | 1 – 3  | Był chłopakiem Octavii; ginie z rąk kanclerza Charlesa Pike’a w 3 sezonie. |
| Zach McGowan       | Król Roan        | 3 – 4  | Wspominany jest przez resztę bohaterów w 6 i 7 sezonie. |
| Tasya Teles        | Echo             | 2 – 7  | Jest jedną z nielicznych ocalałych; także wybiera powrót na Ziemię. |
| Shannon Kook       | Jordan Green     | 6 – 7  | Syn Monty’ego i Harper McIntyre, wybiera powrót na Ziemię. |
| Shelby Flannery    | Hope Diyoza      | 7      | Córka "pułkownik" Diyozy, wybiera powrót na Ziemię. |
| Chuku Modu         | Gabriel Santiago | 6 – 7  | Jeden z Najwyższych; opuścił ich kręgi i utworzył tzw. "Dzieci Gabriela", których celem było zwalczenie fałszywych Bogów.                                                             |

### Role drugoplanowe
- Sara Thompson jako Josephine Lightbourne I
- Dichen Lachman jako Anya
- Alycia Debnam-Carey jako Lexa
- Sachin Sahel jako Eric Jackson
- Steve Talley jako Kyle Wick
- Chris Browning jako Jake Griffin
- Jarod Joseph jako Nathan Miller
- Raymond J. Barry jako Dante Wallace[5]
- Adina Porter jako Indra[6]
- Michael Beach[7] jako Charles Pike
- Brenda Strong jako królowa Nia, przywódczyni Narodu Lodu[8]
- Rhiannon Fish jako Ontari[9]
- Jessica Harmon jako Nylah[10]
- Eli Goree jako Wells Jaha[2]
- Nadia Hilker jako Luna
- Chelsey Reist jako Harper McIntyre
- Alessandro Juliani jako Sinclair
- Erica Cerra jako A.L.L.I.E / Becca Pramheda
- Luisa D’Oliveira jako Emori
- Katie Stuart jako Zoe Monroe
- Eve Harlow jako Maya Vie
- Johnny Whitworth jako Cage Wallace
- Jonathan Whitesell jako Bryan
- Ty Olsson jako Nyko
- Toby Levins jako Carl Emerson
- Tatiana Gabrielle jako Gaia
- Ivana Miličević jako Charmaine Diyoza
- Lola Flanery  jako Madi Griffin[2]

## Przegląd sezonów
| Sezon | Sezon | Odcinki | Pierwsza emisja      | Pierwsza emisja  | Data udostępnienia | Data udostępnienia  |
| Sezon | Sezon | Odcinki | Premiera sezonu      | Finał sezonu     | Premiera sezonu    | Finał sezonu        |
| ----- | ----- | ------- | -------------------- | ---------------- | ------------------ | ------------------- |
|       | 1     | 13      | 19 marca 2014        | 11 czerwca 2014  | 23 lutego 2016     | 23 lutego 2016      |
|       | 2     | 16      | 22 października 2014 | 11 marca 2015    | 23 lutego 2016     | 23 lutego 2016      |
|       | 3     | 16      | 21 stycznia 2016     | 19 maja 2016     | 1 czerwca 2016     | 1 czerwca 2016      |
|       | 4     | 13      | 1 lutego 2017        | 24 maja 2017     | 9 lutego 2017      | 1 czerwca 2017      |
|       | 5     | 13      | 24 kwietnia 2018     | 8 sierpnia 2018  | 2 maja 2018        | 15 sierpnia 2018    |
|       | 6     | 13      | 30 kwietnia 2019     | 6 sierpnia 2019  | 8 maja 2019        | 14 sierpnia 2019    |
|       | 7     | 16      | 20 maja 2020         | 30 września 2020 | 28 maja 2020       | 8 października 2020 |

## Produkcja
Pilot serialu był kręcony w Vancouver (Kanada).
9 maja 2013 roku The CW zamówiła serial na sezon telewizyjny 2013/14.
11 stycznia 2015 roku ogłoszono, że stacja The CW zamówiła trzeci sezon serialu. Sezon czwarty zamówiono 11 marca 2016, równo rok później zamówiono piąty, a 8 maja 2018 szósty.
25 kwietnia 2019 roku, stacja The CW przedłużyła serial o siódmy sezon.
4 sierpnia 2019 na swoim Twitterze Jason Rothenberg, twórca serialu, ogłosił, że sezon siódmy będzie sezonem finałowym. Składa się z 16 odcinków, a jego emisja odbywała się od 20 maja 2020 r. do 8 października 2020 r.